# Ulrich Besken
Ulrich Besken (* 17. April 1967) ist ein ehemaliger deutscher Boxer.

## Werdegang
Besken begann als Jugendlicher beim Dortmunder Boxsport 20/50 e.V. mit dem Boxen. Er war Teilnehmer der Junioren-Europameisterschaft 1984. Bei dem Turnier in Tampere schied er im Viertelfinale aus. Er stand ebenfalls bei der 1985 in Bukarest veranstalteten Junioren-Weltmeisterschaft im Ring, erreichte dort auch das Viertelfinale.
1987 und 1988 wurde er im Fliegengewicht Deutscher Amateurmeister. Weitere Titel erreichte er mit dem BSK Ahlen, als er 1987 und 1989 deutscher Mannschaftsmeister wurde.
Später wurde Besken Trainer und als solcher am Stützpunkt des Westfälischen Amateur-Box-Verbands tätig.